# Marche de Brandebourg
Pour les articles homonymes, voir Brandebourg (homonymie).
1157–1806
Entités précédentes :
- Lutici
- Principauté épiscopale de Brandebourg

Entités suivantes :
- Province de Brandebourg au sein du  Royaume de Prusse

La marche de Brandebourg (en allemand : Mark Brandenburg) est un ancien État du Saint-Empire romain qui a perduré pendant 649 ans. Elle tire son nom de l'ancienne résidence des margraves à Brandebourg-sur-la-Havel. Fondée le 11 juin 1157, elle joue un rôle majeur dans l'histoire de l'Allemagne. La Bulle d'or de 1356 confirme le margrave au statut de prince-électeur, lui permettant ainsi d'élire le roi des Romains. De ce fait, son margraviat devient plus connu sous le nom d'électorat de Brandebourg. Le territoire englobe la Vieille-Marche à l'ouest du fleuve Elbe, la Moyenne-Marche s'étendant entre l'Elbe et l'Oder, et la Nouvelle-Marche (l'ancien pays de Lubusz) dans l'est, ainsi que la Prignitz et l'Uckermark au nord.
La dynastie des Hohenzollern obtient la souveraineté en 1415 et déplace la résidence au château de Berlin. Sous leur règne, le margraviat croît en puissance et s'étend territorialement. À partir de 1618, ils règnent également sur le duché de Prusse en union personnelle ; en 1701, l'État de Brandebourg-Prusse est érigé en royaume de Prusse. Le margraviat devient alors de fait une province de ce nouvel ensemble, même si sa fondation officielle n'advient qu'en 1815, après que l'électorat a disparu lors de la dissolution du Saint-Empire en 1806. Le Brandebourg et Berlin restent les centres du pouvoir royal. Le royaume de Prusse unifie l'Allemagne en 1871.
Les territoires du Land actuel de Brandebourg, souvent appelé la Mark, ne correspondent que partiellement à ceux de l'ancien margraviat. Aujourd'hui, la Vieille-Marche fait partie du Land de Saxe-Anhalt et le territoire de l'ancienne Nouvelle-Marche est situé dans la Pologne. D'autre part, la région de Basse-Lusace (à l'exception de la région de Cottbus) n'a fait partie de la marche que pour une courte durée.

## Géographie

### Situation et extension

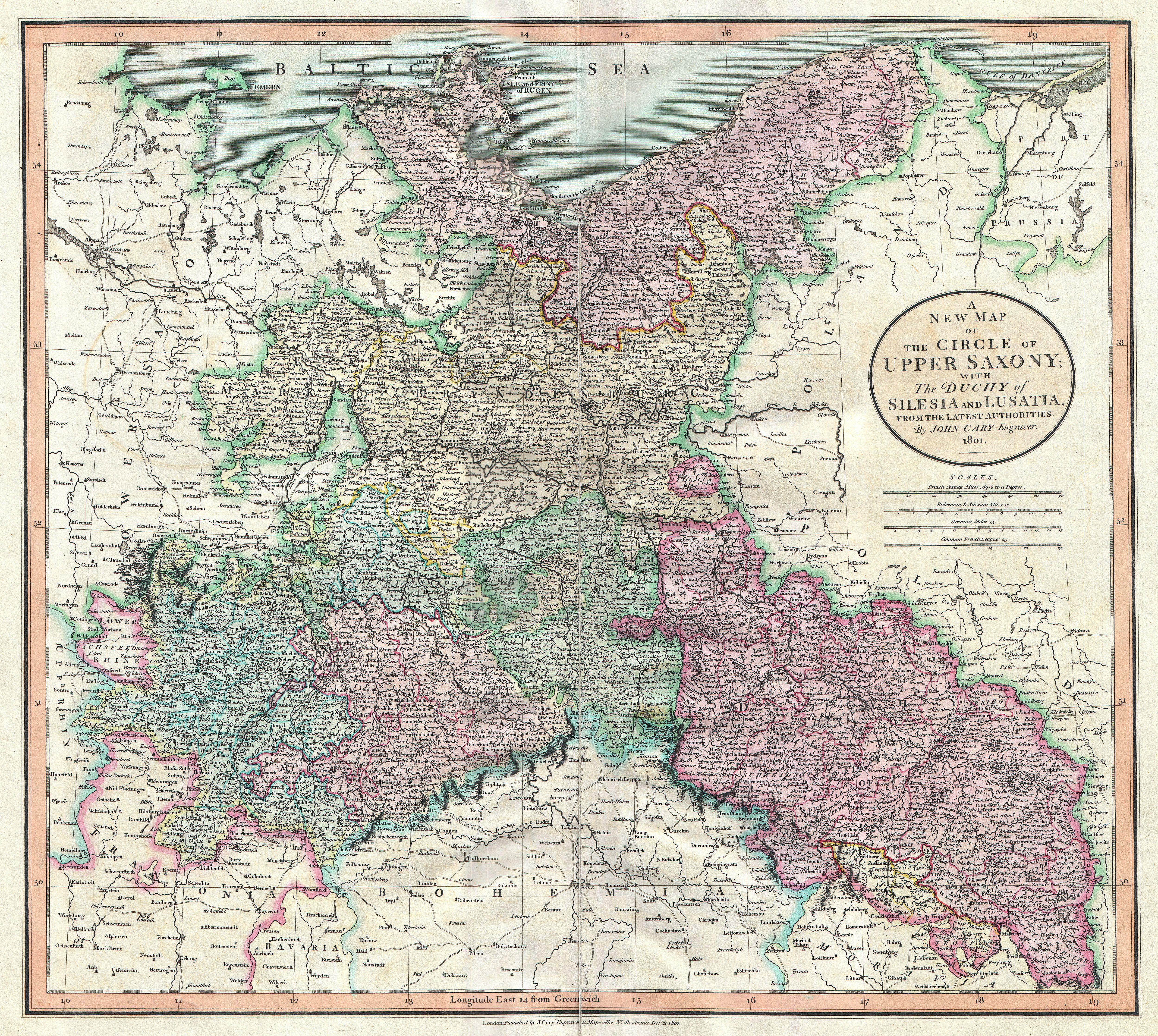
La marche de Brandebourg (en jaune) dans le cercle de Haute-Saxe.

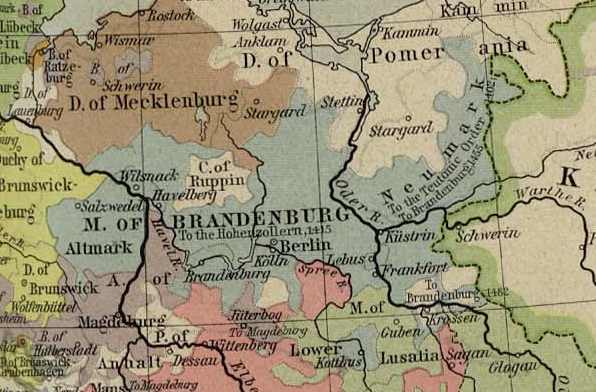
Carte du Brandebourg à la fin du Moyen Âge.

La marche de Brandebourg se situe dans la plaine d'Allemagne du Nord. À l'origine, le domaine des margraves n'est pas défini par des limites naturelles, telles que des montagnes ou les fleuves Elbe et Oder. La Vieille-Marche (Altmark), comme son nom le laisse entendre, constitue le cœur historique de l'ensemble sur la frontière orientale de l'ancien duché de Saxe. Ses premières extensions se font vers l'Europe médiane, partant de la rive droite de l'Elbe, et sont acquises par des moyens pacifiques et guerriers au cours de la colonisation germanique. Sa forme générale est donc étirée d'ouest en est. Environ 400 km séparent ainsi les villes de Salzwedel, à l'ouest, et de Schivelbein dans la Nouvelle-Marche à l'est.
Après l'annexion de la marche de Lusace (la future Basse-Lusace), de la région de Bautzen et de celle de Görlitz (la future Haute-Lusace) sous le règne des Ascaniens au début du XIIIe siècle, une extension maximale du margraviat est atteinte. Néanmoins, le pays montagneux de Lusace au sud et la mer Baltique au nord ne constituent que brièvement les frontières naturelles de la marche. Lors des troubles consécutifs à l'extinction de la maison d'Ascanie en Brandebourg, le territoire se contracte de nouveau,,,,,.
En 1350, les États suivants sont frontaliers de la marche :
| Mecklembourg        | Poméranie, Ruppin        | Chevaliers teutoniques |
| Brunswick-Lunebourg | la marche de Brandebourg | Pologne                |
| Magdebourg, Anhalt  | Saxe-Wittemberg, Lusace  | Silésie                |

Les États voisins se modifient durant les siècles d'existence de la marche. En 1350, il faut différencier l'État teutonique et le royaume de Pologne des autres États, car ils ne font pas partie du Saint-Empire. De manière officielle, les évêchés enclavés de Havelberg, Lebus et de Brandebourg disposent de l'immédiateté impériale. Les duchés de Brunswick-Lunebourg à l'ouest et de Poméranie au nord se divisent par la suite en plusieurs parties. La partition du duché de Mecklembourg au nord-ouest a les mêmes effets. Les duchés en Silésie au sud-est font pour la plupart partie des pays de la couronne de Bohême à partir de 1335, tout comme les Lusaces plus tard.

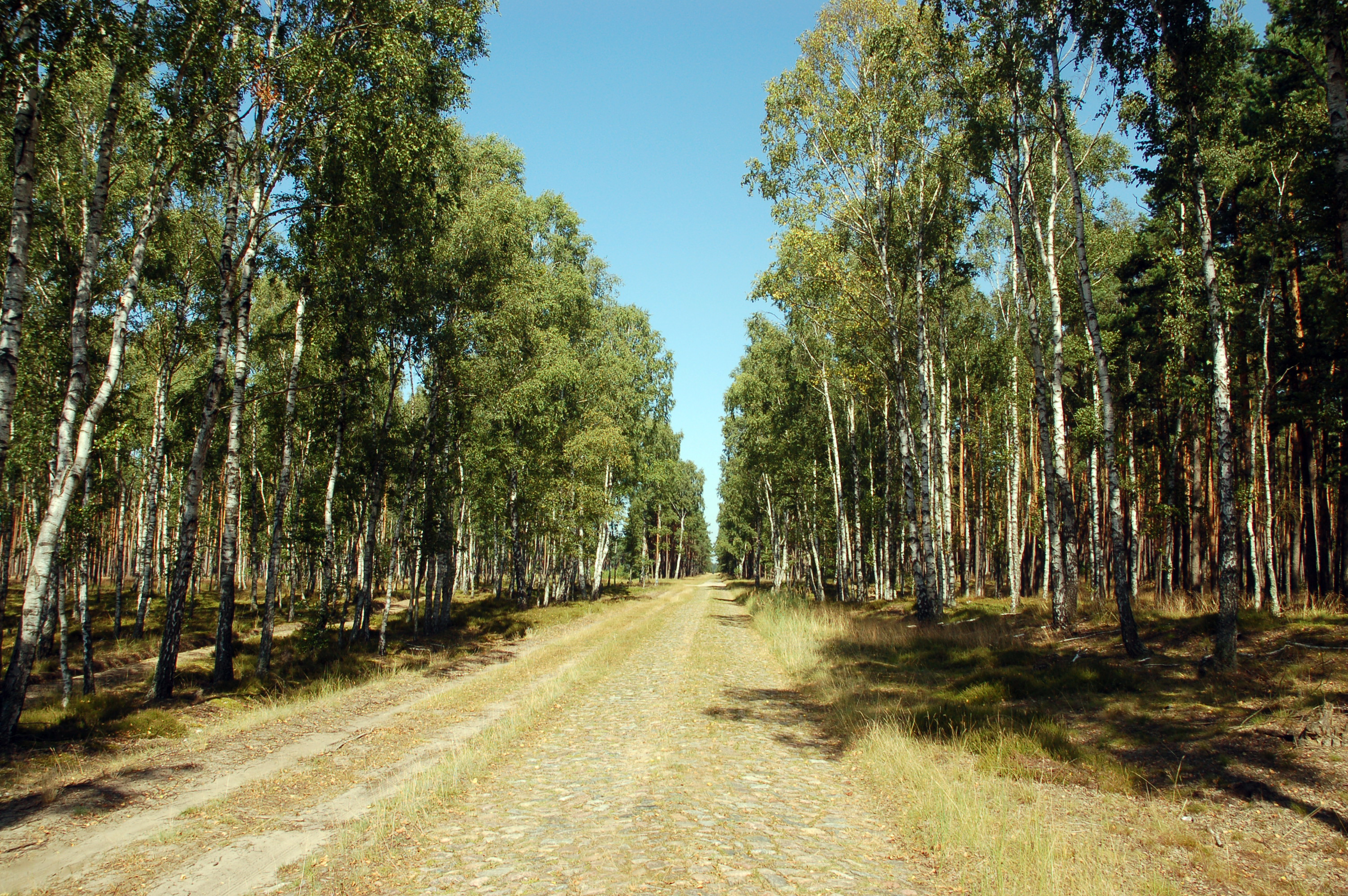
Un chemin forestier dans la Schorfheide.

Déjà au XVIe siècle, le margraviat, avec une superficie de 37 455 km2, figurait parmi les plus importants territoires du Saint-Empire, comparable aux électorats de Hanovre (38 500 km2 en 1741), de Saxe (33 894 km2 en 1763) et de Bavière (32 450 km2 en 1801). En contraste, les sols du Brandebourg étaient peu fertiles, ce qui lui vaut le nom de « boîte à sable de l'Empire ». Faisant partie de la plaine d'Allemagne du Nord, le paysage énigmatique labouré par la période glaciaire était couvert de vastes forêts de pins et de bouleaux. D'une façon générale, on peut distinguer des vallées proglaciaires comme celles de Varsovie-Berlin et de Głogów-Baruth, ainsi que des sandurs et des moraines somme sur les plateaux de Barnim et de Teltow. En plus de les deux fleuves Elbe et Oder, on peut mentionner les rivières Havel, Sprée, Dahme, Warta (Warthe), Noteć (Netze) et Uecker.

### Subdivisions
Les limites de la marche de Brandebourg varièrent, mais elles sont restées à peu près les mêmes depuis 1455. Jusqu'au début du XIXe siècle, on divisa dès lors le pays en deux grandes parties : la Marche-Électorale et la Nouvelle-Marche.

#### La Marche-Électorale
La Marche-Électorale comporte :
- la Vieille-Marche : les cercles de Stendal, Tangermünde, Arneburg, Seehausen, Arendsee et Salzwedel ;
- la Moyenne-Marche : les cercles du Havelland, de Ruppin, Glien-Löwenberg, Oberbarnim, Niederbarnim, Teltow, Lebus et Zauche ;
- la Prignitz : les cercles de Perleberg, Pritzwalk, Wittstock, Kyritz, Havelberg, Plattenburg et Lenzen ;
- l'Uckermark : les cercles d'Uckermark et de Stolpe ;
- le cercle de Luckenwalde (à partir de 1773) ;
- le cercle de Beeskow-Storkow.

#### La Nouvelle-Marche
La Nouvelle-Marche comporte :
- les cercles antérieurs de Königsberg (Chojna), Soldin (Myślibórz) et Landsberg (Gorzów) ;
- les cercles ultérieurs de Friedeberg (Strzelce Krajeńskie), Arenswalde (Choszczno), Dramburg (Drawsko) et Schivelbein (Świdwin) ;
- les cercles incorporés de Sternberg (Torzym), Crossen (Krosno) Zullichau (Sulechów) et Cottbus.

## Histoire
Ce pays, occupé d'abord par les Suèves puis, à partir du Ve siècle, par les Vélètes, est soumis, temporairement, par Charlemagne en 789. Henri l'Oiseleur le soumet de nouveau en 928. Il fonde la marche du Nord ou marche de Saxe septentrionale, dite aussi marche de Soltwedel, du nom de la ville où résident les premiers margraves. Elle prend le nom de marche de Stade (entre 1056 et 1130) lorsque Udo, premier comte de Stade, commence la seconde dynastie margraviale.
Celle-ci est remplacée par la maison d'Ascanie, dont Albert l'Ours est le premier margrave, en 1143. Elle s’éteint en 1320 avec Henri II de Brandebourg. Avec Albert l'Ours, le margraviat prend son indépendance du duché de Saxe ; le margrave est vassal direct de l'empereur.
En 1157, le premier margrave, Albert l’Ours (mort en 1170), avait définitivement vaincu le prince obodrite Jaxa de Copnic et relevé la Marche du paganisme,. Les colons germaniques, qui affrontaient les tribus slaves depuis des siècles pour la possession des plateaux de Teltow et de Zauche, dans le Havelland, n'avaient jamais réellement pu se maintenir dans le pays. Aussi, l'Ascanien Albert l'Ours et son fils Otton Ier étaient-ils très conscients que leur victoire de 1157 pouvait n'être qu'un succès éphémère.
C'est par une double stratégie que les Ascaniens purent mener à bien la consolidation de leurs nouvelles conquêtes alors naturellement essentiellement peuplées de Slaves : d'un côté, ils y firent venir en masse des colons chrétiens, notamment depuis les Flandres (le nom s'est conservé dans le toponyme Fläming), pour faire contrepoids aux païens slaves ; d'un autre côté, ils firent venir des religieux cisterciens dans le pays, chrétiens dont l'activité économique aurait fonction d'exemple tout en assurant aux Ascaniens des revenus confortables.
La marche de Brandebourg était loin, à la fin du XIIe siècle, d'avoir la superficie connue aujourd'hui : outre la Vieille-Marche, elle ne comprenait alors que l'Est du Havelland et le plateau de la Zauche. Il fallut encore cent cinquante ans aux Ascaniens pour étendre le Brandebourg jusqu'aux rives de l’Oder. Dans le mouvement graduel d'expansion germanique à l'est par delà la ligne Havel-Nuthe, sur les plateaux de Barnim et de Teltow et le long de la vallée proglaciaire de Berlin, les moines, par l’évangélisation des Slaves soumis et la construction d’églises, facilitèrent grandement la politique de colonisation des Ascaniens. L’abbaye de Lehnin, en particulier, revêtait aux yeux d’Otton Ier une fonction politique majeure, car l’archevêque Wichmann, avec la fondation, dès 1170, du monastère de Zinna près de Jüterbog, marquait clairement ses intentions d'étendre son archevêché jusqu'au Brandebourg : ses terres flanquaient la marche d’Ascanie au sud de la vallée Nuthe-Nieplitz (de).
En 1247, le margrave devient prince-électeur. En 1259, la maison se divise en deux lignées et le pays est partagé. Cette division prend fin en 1304. De 1320 à 1415, le Brandebourg passe à deux nouvelles maisons, celle de Bavière et celle de Luxembourg. Cette dernière, parvenue à la tête du Saint-Empire, le vend en 1415 au burgrave de Nuremberg, Frédéric (1372-1440), de la ligne cadette de la maison souabe de Hohenzollern. Les descendants de Frédéric Ier l'ont conservé jusqu'en 1918.
L'électorat ne contient que la Vieille-Marche, la Moyenne-Marche, Priegnitz et une partie de la marche de l'Ucker jusqu'à ce que Frédéric II de Brandebourg, dit Dent de Fer, achète la Nouvelle-Marche en 1454. En 1614, le margraviat acquiert le duché de Clèves, le comté de La Marck et le comté de Ravensberg. À la paix de Westphalie, en 1648, la marche de Brandebourg s'accroît de la Poméranie orientale et des principautés de Minden et d'Halberstadt.
Jean-Sigismond hérite du duché de Prusse, après le décès de son beau-père Albert Frédéric en 1618, mort sans héritier mâle pour lui succéder. Jean-Sigismond reprend le titre de duc, créant ainsi l’union personnelle de Brandebourg-Prusse.
En 1701, l'électorat est érigé en royaume de Prusse et Frédéric III de Brandebourg prend le titre de « roi en Prusse », sous le nom de Frédéric Ier de Prusse.

## Dans la culture
Theodor Fontane a décrit les paysages et les châteaux de la marche dans son ouvrage Promenades dans la Marche de Brandebourg (1862-82). Béatrice Durand a marché sur ses pas et en a fait le récit : https://allemagnest.hypotheses.org/341